# Новоульяновка (Кировоградская область)
Новоульяновка (укр. Новоулянівка; до 2016 — Владимиро-Ульяновка) — село в Приютовской поселковой общине Александрийского района Кировоградской области Украины.
Население по переписи 2001 года составляло 170 человек. Почтовый индекс — 28033. Телефонный код — 5235. Код КОАТУУ — 3520385203.